# Confidencias (serie de televisión)
Confidencias es una serie española de televisión de 70 capítulos, con guiones y realización de Jaime de Armiñán. Se trató del primer gran éxito de Armiñán para la pequeña pantalla. Se emitió en TVE entre 1963 y 1965.

## Argumento
Se trataba de una sucesión de episodios sueltos sin conexión entre ellos. Pequeñas historias de la vida cotidiana de los españoles medios de la década de 1960. En tono amable, la serie camuflaba una feroz crítica a la sociedad burguesa y la hipocresía social del momento.

## Listado de episodios (parcial)
| - El gafe - 4 de octubre de 1963 - Antonio Ferrandis - Lola Gálvez - Julia Gutiérrez Caba - Ismael Merlo - José María Prada - Julia Trujillo - El comando - 11 de octubre de 1963 - Antonio Ferrandis - Alicia Hermida - Alfredo Landa - Gracita Morales - Luis Morris - José María Prada - Mademoiselle Olinda - 19 de diciembre de 1963 - Antonio Ferrandis - Leo Anchóriz - Ana Casares - Irán Eory - Lola Gálvez - Erasmo Pascual - 3 de enero de 1964 - Antonio Ferrandis - Alfredo Landa - Guillermo Marín - Mari Carmen Prendes - Ventisca - 24 de enero de 1964 - Antonio Ferrandis - Amparo Baró - Lola Herrera - Venancio Muro - Elena María Tejeiro - El hombre que trae un pañuelo rojo - 7 de febrero de 1964 - Antonio Ferrandis - José Bódalo - Julia Gutiérrez Caba - Cuando no pasa nada - 14 de febrero de 1964 - Antonio Ferrandis - Amparo Baró - Alicia Hermida - Elena María Tejeiro - Nuria Torray - Julia Trujillo - El hada sin varita - 20 de febrero de 1964 - Antonio Ferrandis - Amparo Baró - Ana Casares - Emilio Laguna - Mari Carmen Prendes - 28 de febrero de 1964 - Antonio Ferrandis - Rafaela Aparicio - José María Caffarel - Irán Eory - Emilio Gutiérrez Caba - Gracita Morales - Valentín Tornos - 5 de marzo de 1964 - Antonio Ferrandis - Leo Anchóriz - Ana Casares - Luis Morris - Vicente Sangiovanni - La isla desierta - 13 de marzo de 1964 - Antonio Ferrandis - Luis Morris - María Saavedra - Ángel Terrón - Concha Velasco - Por mamá - 20 de marzo de 1964 - Antonio Ferrandis - Manuel Andrés - José Bódalo - Ana Carvajal - Emilio Gutiérrez Caba - Alfredo Landa - Mauricio Lapeña - Feliz aniversario - 3 de abril de 1964 - Antonio Ferrandis - Manuel Andrés - Julia Gutiérrez Caba - Luis Peña - María Saavedra - 10 de abril de 1964 - Antonio Ferrandis - Leo Anchóriz - Amparo Baró - María Dolores Pradera - Luchy Soto - Elena María Tejeiro - 17 de abril de 1964 - Antonio Ferrandis - Emilio Gutiérrez Caba - Alicia Hermida - Alfredo Landa - Luis Morris - Vicente Sangiovanni - 24 de abril de 1964 - Antonio Ferrandis - José Bódalo - Agustín González - Emilio Laguna - Carmen Lozano - El pobre señor Tejada - 7 de mayo de 1964 - Antonio Ferrandis - José María Caffarel - Irán Eory - Agustín González - Julia Gutiérrez Caba - José María Prada - Vicente Sangiovanni - 29 de mayo de 1964 - Antonio Ferrandis - Avelino Cánovas - Irán Eory - Agustín González - Julia Gutiérrez Caba - José María Prada - La libertad - 15 de mayo de 1964 - Antonio Ferrandis - José Bódalo - Avelino Cánovas - Antonio Casas - Esto es amor - 5 de junio de 1964 - Antonio Ferrandis - Amparo Baró - Alicia Hermida - Lola Herrera - José María Prada - Elena María Tejeiro - Nuria Torray - El visitante - 12 de junio de 1964 - Antonio Ferrandis - José Bódalo - Víctor Fuentes - Lola Herrera - Román y Marisa - 19 de junio de 1964 - Antonio Ferrandis - Rafaela Aparicio - Alfredo Landa - Nuria Torray - La paga extra - 10 de julio de 1964 - Antonio Ferrandis - Amparo Baró - José María Caffarel - Ismael Merlo - Juicio íntimo - 17 de julio de 1964 - Antonio Ferrandis - Amparo Baró - José Bódalo - Emilio Gutiérrez Caba - Lola Herrera | - La exposición - 24 de julio de 1964 - Antonio Ferrandis - Amparo Baró - Modesto Blanch - José María Caffarel - Mer Casas - Irán Eory - Lola Gálvez - Luis Morris - José María Prada - El último café - 31 de julio de 1964 - Antonio Ferrandis - Amparo Baró - José María Caffarel - Irán Eory - Carola Fernán Gómez - Emilio Laguna - Mauricio Lapeña - Luis Morris - Elena María Tejeiro - Vacío - 3 de octubre de 1964 - Antonio Ferrandis - Lola Herrera - Las cosas sencillas - 17 de octubre de 1964 - Antonio Ferrandis - José Bódalo - Alfredo Landa - Nuria Torray - Juan, el Toro - 24 de octubre de 1964 - Antonio Ferrandis - Leo Anchóriz - María José Goyanes - Félix Navarro - Si los hombres hablasen - 5 de noviembre de 1964 - Antonio Ferrandis - Nuria Carresi - Alfredo Landa - Ismael Merlo - Angelitos al cielo - 7 de noviembre de 1964 - Antonio Ferrandis - Manuel Andrés - Lola Gálvez - Lola Gaos - Julia Gutiérrez Caba - Lola Herrera - Luis Peña - Pilar Puchol - María Saavedra - Una puerta para dos - 14 de noviembre de 1964 - Antonio Ferrandis - Lola Gaos - Julia Gutiérrez Caba - Ismael Merlo - Por la puerta grande - 21 de noviembre de 1964 - Antonio Ferrandis - Amparo Baró - Margot Cottens - Vicente Sangiovanni - Nuria Torray - Historia de una maleta - 28 de noviembre de 1964 - Antonio Ferrandis - Amparo Baró - Margot Cottens - Irene Gutiérrez Caba - Julia Gutiérrez Caba - Aumento de sueldo - 12 de diciembre de 1964 - Antonio Ferrandis - Irene Gutiérrez Caba - José María Rodero - Cuando Juan entra en juego - 19 de diciembre de 1964 - Antonio Ferrandis - Germán Cobos - A la una y media - 20 de diciembre de 1964 - Antonio Ferrandis - José Bódalo - Irene Gutiérrez Caba - ¿Por qué? - 8 de enero de 1965 - Antonio Ferrandis - Álvaro de Luna - Irán Eory - Emilio Laguna - Fernando Rey - Si las mujeres hablasen - 16 de enero de 1965 - Antonio Ferrandis - Alicia Hermida - Gracita Morales - Luchy Soto - Elena María Tejeiro - Hoy he vuelto a la escuela - 30 de enero de 196 - Antonio Ferrandis - Emilio Gutiérrez Caba - Mari Carmen Prendes - José María Rodero - Las razones - 6 de febrero de 1965 - Antonio Ferrandis - Fernando Rey - ¿Cómo es Billy? - 21 de marzo de 1965 - Antonio Ferrandis - Julia Gutiérrez Caba - Mari Carmen Prendes - Elena María Tejeiro - Porque sí - 11 de abril de 1965 - Antonio Ferrandis - Alfredo Landa - Julia Trujillo - Concha Velasco - Un banco en el paseo - 2 de mayo de 1965 - Antonio Ferrandis - Carmen Lozano - José María Prada - José - 15 de mayo de 1965 - Antonio Ferrandis - Amparo Baró - Mer Casas - Tienes los ojos tranquilos - 22 de mayo de 1965 - Antonio Ferrandis - Emilio Laguna - Luis Morris - Luchy Soto - Paloma Valdés - La casa de Don Eugenio - 30 de mayo de 1965 - Antonio Ferrandis - Rafael Alonso - Alicia Hermida - Elisa Ramírez - La ilusión de cada uno - 13 de junio de 1965 - Antonio Ferrandis - Amparo Baró - Irán Eory - Emilio Laguna - María Luisa Merlo - Los hijos atan mucho - 19 de junio de 1965 - Antonio Ferrandis - Julia Gutiérrez Caba - Alicia Hermida |